# Trinitatiskirche (Ferdinandshof)

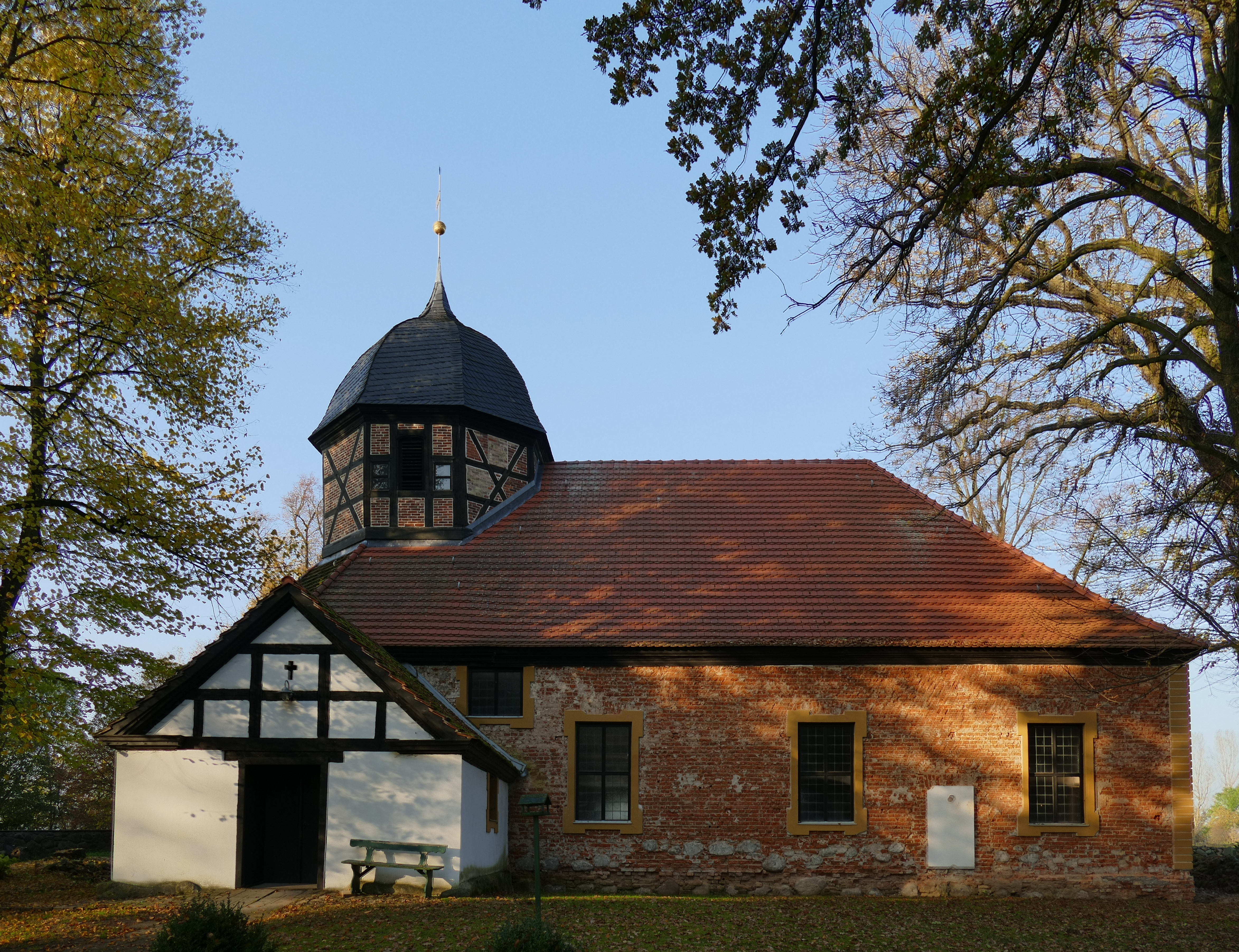
Scharmützelkirche von Süden, ohne Putz (2014)

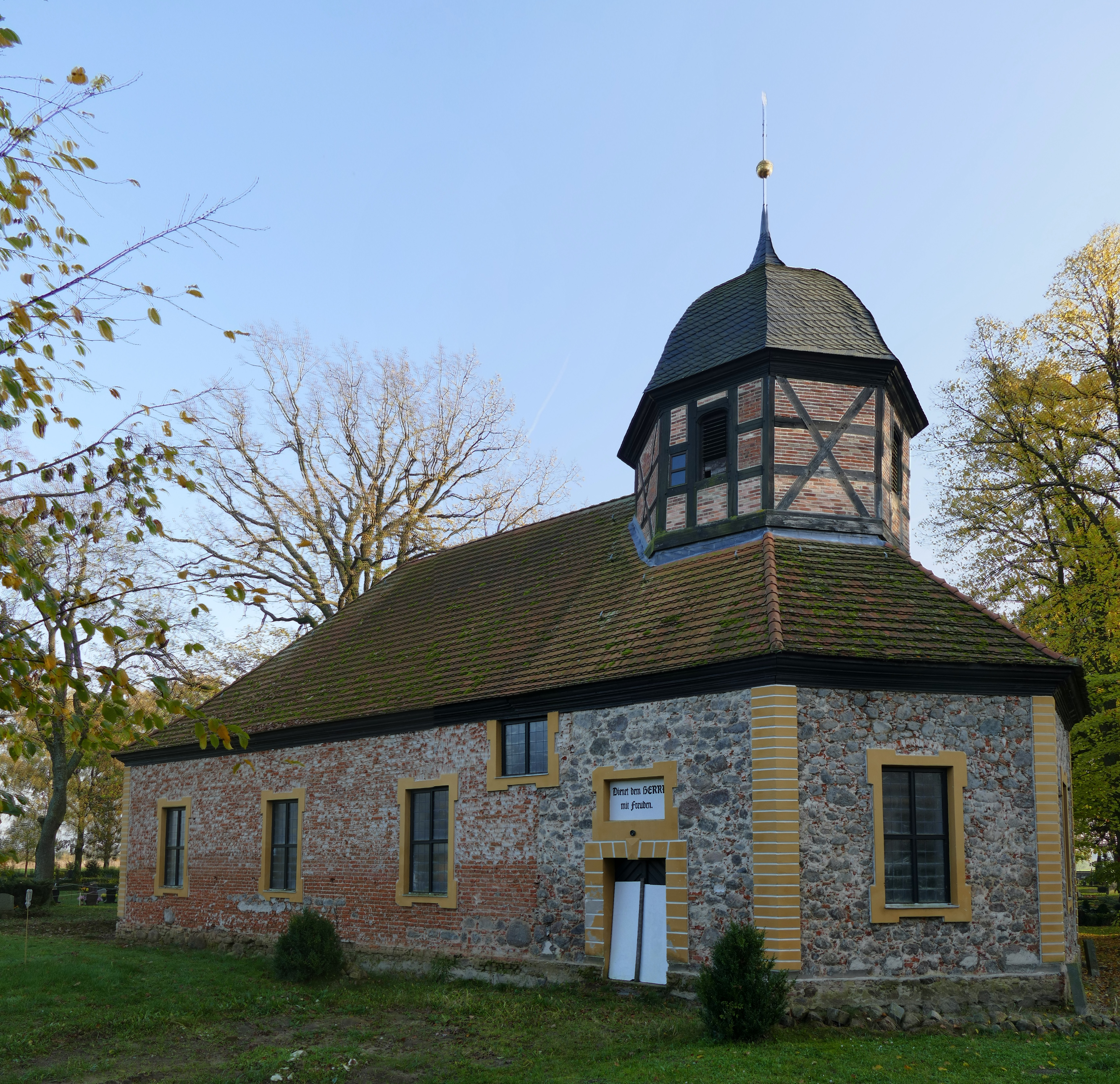
Nordseite

Die Trinitatiskirche oder auch Scharmützelkirche, eigentlich Kirche zur Heiligen Dreifaltigkeit, ist ein Kirchengebäude in Ferdinandshof im Landkreis Vorpommern-Greifswald. Die barocke Bauernkirche befindet sich auf dem Scharmützel, einer niedrigen Erhebung nordwestlich des Ortes. Die Kirchengemeinde Ferdinandshof gehört zur Propstei Pasewalk des Pommerschen Evangelischen Kirchenkreises der Evangelisch-Lutherischen Kirche in Norddeutschland.

## Geschichte
Der Glasmacher Johann Jürgen Gundelach hatte 1705 einen Vertrag mit der Schwedischen Regierung in Pommern über die Errichtung von zwei Glashütten in der westlichen Ueckermünder Heide geschlossen. Nachdem der südliche Teil Vorpommerns unter preußische Verwaltung gekommen war, konnte er 1722 einen gleichartigen Vertrag mit Preußen schließen. Darin war auch der Bau einer Kapelle auf dem Scharmützel vereinbart. Die Glasarbeiter mussten bis dahin zum Kirchgang den Weg nach Torgelow auf sich nehmen.
Gundelach verfasste selbst eine Chronik über den Kirchenbau. Am 10. September begannen seine Arbeiter mit dem Ausschachten der Fundamente. Den Bau übernahm der Maurermeister Georg Sigmund Matthege aus Pasewalk, die Zimmerarbeiten der Amtszimmermeister Jürgen Oldenburg aus Torgelow. Tür, Boden und Ausstattung waren eine Arbeit des Anklamer Tischlermeisters Salomon Reimer. Das Glas für die Fenster kam aus eigener Produktion, den Einbau übernahm ein Meister Meck aus Strasburg (Uckermark).
Die Einweihung der Kapelle erfolgte am 25. August 1726, die Erweiterung zur Kirche 1745. Bis 1842 war sie der Kirche in Torgelow zugeordnet, dann wurde in Ferdinandshof eine selbständige Pfarrstelle eingerichtet.
2013 wurde mit umfangreichen Sanierungsarbeiten begonnen.

## Gebäude und Ausstattung
Die Kirche ist als rechteckiger Putzbau auf einem Feldsteinfundament errichtet worden. Der Turmunterbau mit dreiseitigem Westschluss besteht aus Feldstein. An den Ecken des Gebäudes befinden sich Lisenen. Die Fenster besitzen Putzfaschen. Vor dem südlichen Eingang befindet sich ein Fachwerkvorbau. Der achtseitige Dachturm in Fachwerkbauweise trägt eine geschwungene Haube.
Der Kirchensaal hat eine einfache Holzbalkendecke. Kanzelaltar, Patronatsloge, Gestühl und Emporen stammen aus der Erbauungszeit der Kirche. Den Taufengel mit Palmzweig in der linken und Lorbeerkranz in der rechten Hand ließ Johann Jürgen Gundelach aus Lübeck holen. Die Taufschale wurde aus vor Ort hergestelltem Grünglas gefertigt.
Das Geläut besteht aus zwei Glocken, die von Michael Begun aus Friedland in Burg Stargard gegossen wurden. 1787 wurde die größere Glocke umgegossen, da sie gesprungen war.
In der Kirche wurden ihr Erbauer Johann Jürgen Gundelach († 1736) und der Amtspächter Christoph Ludwig Henrici († 1758) beigesetzt.

## Orgel
Die Kirche beherbergt ein Orgel von Barnim Grüneberg II, einem Enkel von Barnim Grüneberg, der 1946–1961 in Greifswald als Orgelbauer wirkte. Das seitenspielige Brüstungsinstrument wurde um 1960 gebaut und verfügt über acht Register, die auf einem Manual und Pedal verteilt sind. Wiederverwendet wurde das historische Gehäuse von Emil Kaltschmidt aus dem Jahr 1873, das in Stettin gefertigt wurde. Der Prospekt hat drei große Rundbögen, die auf Pilastern mit Kapitellen ruhen, und ein profiliertes Kranzgesims. Der große Rundbogen des überhöhten Mittelfelds ist gekuppelt. Die Disposition lautet wie folgt:
| I Manual C–f3 |     |
| Bordun        | 16′ |
| Principal     | 8′  |
| Gedackt       | 8′  |
| Salicional    | 8′  |
| Oktave        | 4′  |
| Flaut dolce   | 4′  |
| Mixtur III    |     |

| Pedal C–d1 |     |
| Subbass    | 16′ |

- Koppeln: I/P